# Mari El Republic Cup 2012
Il Mari El Republic Cup 2012 è stato un torneo di tennis facente parte della categoria ITF Women's Circuit nell'ambito dell'ITF Women's Circuit 2012. Il torneo si è giocato a Joškar-Ola in Russia dal 17 al 23 settembre 2012 su campi in cemento e aveva un montepremi di $25,000.

## Vincitori

### Singolare
Margarita Gasparjan ha battuto in finale  Nadežda Kičenok con il punteggio di 7–5, 7–6(3)

### Doppio
Margarita Gasparjan /  Veronika Kapšaj hanno battuto in finale  Iryna Burjačok /  Valerija Solov'ëva con il punteggio di 6–4, 2–6, [11–9]